# Камински, Тадеуш
Тадеуш Камински (Олек) (12 ноября 1921 года, Острув Велькопольски — 19 сентября 1944 года, Варшава) — польский военнослужащий, лейтенант, участник Варшавского восстания как командир взвода третьего батальона.
Его старшие братья — Ян Камински  (1912—1944; офицер АК) и Владислав Камински  (1910—1995; пилот Познанской эскадрильи 302).
Во время немецкой оккупации он трудился в польском вооружённом подполье. Участвовал в специальных операциях «Мильке» и «Штамм».
Во время Варшавского восстания со своим отрядом он воевал в Воле и Старом городе. Погиб 19 сентября 1944 года в борьбе с повстанцами в Чернякове. Ему было 22 года. Похоронен в Варшаве на кладбище Воинские Повонзки рядом с другими  польскими солдатами и медсёстрами, погибшими на фронтах.
Трижды награждён Крестом Храбрых.